# Максимилиан II (король Баварии)
Максимилиа́н II (нем. Maximilian II. von Bayern, Максимилиа́н Ио́сиф; 28 ноября 1811 — 10 марта 1864) — король Баварии с 1848 года, из династии Виттельсбахов.

## Биография
Сын короля Людвига I. По окончании в 1831 году курса исторических и юридических наук в Гёттингене и Берлине, совершил несколько больших путешествий по Германии, Италии и Греции. Вступил на престол в 1848 году после отречения отца.
В 1863 году Максимилиан для поправления здоровья отправился в Италию, но обострение отношений между Пруссией и Данией вызвало его на родину, где он вскоре умер. Памятники Максимилиану воздвигнуты в Мюнхене, Байройте, Линдау и Киссингене.

## Культурная политика
Следуя традициям дома Виттельсбахов, он окружал себя художниками, музыкантами и писателями. В 1858 году он основал при Мюнхенской академии две комиссии: одну — историческую, другую — естественно-историческую и техническую; первая оказала большие услуги делу изучения немецкой истории.

## Внутренняя политика
В качестве правителя отличался некоторым либерализмом; влиянию фаворитов и любовниц, управлявших Баварией при его отце, был положен предел; распространению народного образования перестали ставить препятствия; печать стала свободнее, и король не желал вступать в столкновения с народным представительством, хотя окружавшие его не раз побуждали его к этому.

## Внешняя политика
В 1848—1849 годах Максимилиан выступил решительным противником стремлений к германскому единству и в противовес этим стремлениям создал план союза мелких государств Средней Германии под главенством Баварии, достаточно сильного, чтобы противостоять Пруссии и Австрии.
19 апреля 1829 года был награждён орденом Св. Андрея Первозванного.

## Семья
Максимилиан долго искал себе невесту. В конце концов его выбор остановился на 17-летней Марии Прусской (1825—1889), внучке Фридриха Вильгельма II. Так как невеста была протестанткой, а жених католиком, состоялось две свадебные церемонии. Первая прошла в Берлине 5 октября 1842 года в часовне Берлинского дворца в отсутствии жениха (его уполномоченным выступил его кузен Вильгельм, будущий император Германии). Католическая свадьба состоялась неделю спустя, в день Октоберфеста 12 октября 1842 года в Мюнхене, в Придворной церкви Всех Святых.
Дети:
- Людвиг (1845—1886), король Баварии с 1864 по 1886;
- Отто (1848—1916), король Баварии с 1886 по 1913, был тяжело психически болен.